# Jean-Pierre Darroussin

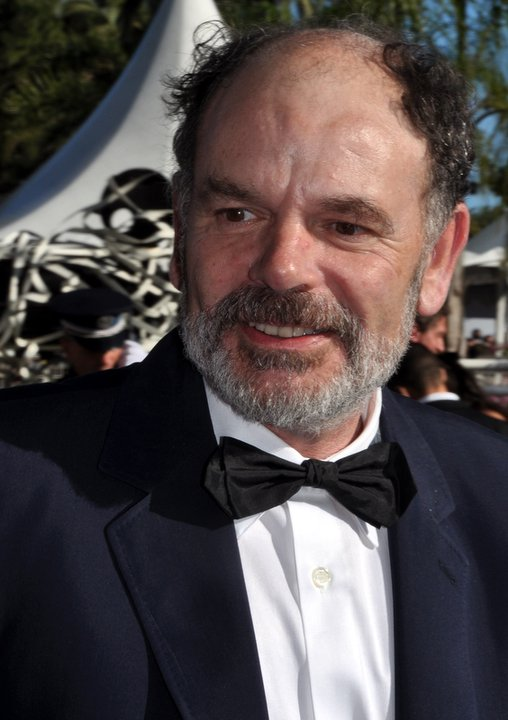
Jean-Pierre Darroussin (Cannes 2011)

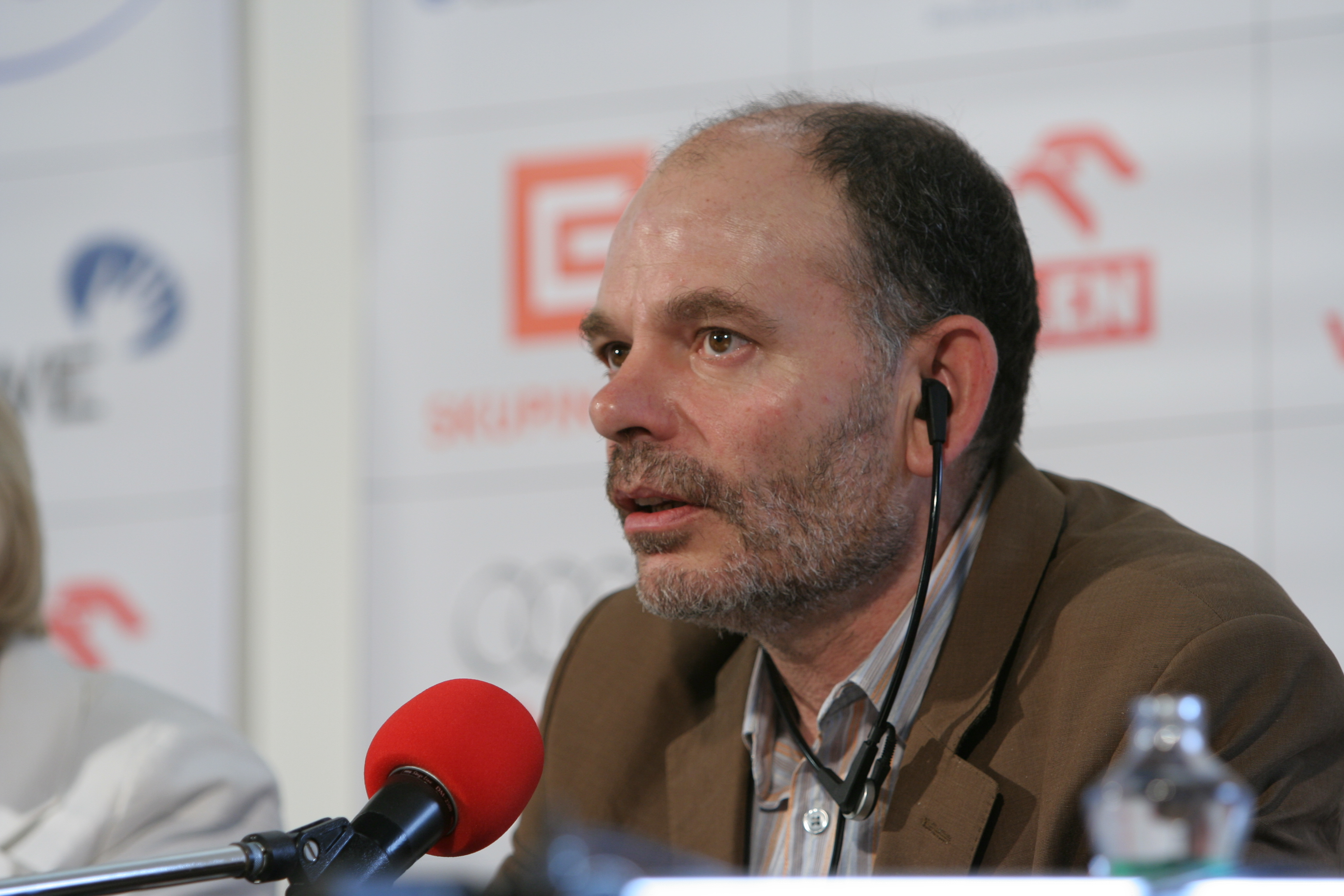
Darroussin (Internationales Filmfestival Karlovy Vary 2007)

Jean-Pierre Darroussin (* 4. Dezember 1953 in Courbevoie) ist ein französischer Schauspieler.

## Leben
Von 1976 bis 1979 studierte Jean-Pierre Darroussin Schauspiel an der Filmhochschule Conservatoire national supérieur d’art dramatique, gemeinsam mit Catherine Frot und Ariane Ascaride. Mit Frot gründete er die Theatergruppe Compagnie au Chapeau Rouge, und über Ascaride lernte er den Regisseur Robert Guédiguian kennen, für den er seit 1985 mit Ki lo sa? in elf Filmen vor der Kamera stand. Seit seinem Debüt in der Komödie Damit ist die Sache für mich erledigt wurde Darroussin mit fünf Nominierungen für den französischen Filmpreis César bedacht, wobei er 1997 für seine Rolle in Typisch Familie! als bester Nebendarsteller ausgezeichnet wurde.

## Filmografie (Auswahl)
- 1979: Damit ist die Sache für mich erledigt (Coup de tête)
- 1984: Geschichte eines Lächelns (Notre histoire)
- 1985: Ki lo sa?
- 1985: Meilensteine des Lebens (Tranches de vie)
- 1985: Mörderischer Engel (On ne meurt que 2 fois)
- 1989: Inspektor Lavardin (Les dossiers secrets de l’inspecteur Lavardin; Fernsehserie, 1 Folge)
- 1990: La grande dune
- 1992: Kleine Fische, große Fische (Riens du tout)
- 1993: Cuisine et dépendances
- 1993: Geld allein macht glücklich (L’argent fait le bonheur)
- 1994: Das weiße Blatt (L’eau froide)
- 1995: Auf das Leben, auf den Tod (À la vie, à la mort!)
- 1996: Typisch Familie! (Un air de famille)
- 1996: Mein Mann – Für deine Liebe mach’ ich alles (Mon homme)
- 1997: Das Leben ist ein Chanson (On connaît la chanson)
- 1997: Marius und Jeannette – Eine Liebe in Marseille (Marius et Jeannette)
- 1998: Die Farbe des Herzens (À la place du cœur)
- 1998: Le poulpe
- 1999: Das Finale (La finale)
- 1999: Die Unzertrennlichen (Inséparables)
- 1999: Nur der Mond schaut zu (Qui plume la lune?)
- 2000: Die Stadt frisst ihre Kinder (La ville est tranquille)
- 2000: Lust auf anderes (Le goût des autres)
- 2001: Wochenende! (15 août)
- 2001: L’Art (délicat) de la séduction
- 2002: Eine ganz private Affäre (Une affaire privée)
- 2003: Les clefs de bagnole
- 2003: Die Herzen der Männer (Le cœur des hommes)
- 2004: Mathilde – Eine große Liebe (Un long dimanche de fiançailles)
- 2004: Nächtliche Irrfahrt (Feux rouges)
- 2005: Saint-Jacques… La Mecque
- 2005: Wie sehr liebst du mich? (Combien tu m’aimes?)
- 2007: Dialog mit meinem Gärtner (Dialogue avec mon jardinier)
- 2008: Wir sind alle erwachsen (Les grandes personnes)
- 2010: 22 Bullets (L’immortel)
- 2011: Das Meer am Morgen (La mer à l’aube)
- 2011: Der Schnee am Kilimandscharo (Les neiges du Kilimandjaro)
- 2011: Le Havre
- 2011: La fille du puisatier
- 2014: Sehnsucht nach Paris (La ritournelle)
- 2016: Ein Leben (Une vie)
- 2017: Das Haus am Meer (La villa)
- 2017: Frühes Versprechen (La promesse de l’aube)
- 2019: Gloria Mundi – Rückkehr nach Marseille (Gloria Mundi)
- 2020: Des hommes
- 2022: Die Rumba-Therapie (Rumba la vie)
- 2023: Je verrai toujours vos visages
- 2023: Die Gleichung ihres Lebens (Le théorème de Marguerite)
- 2023: Das Fest geht weiter (Et la fête continue!)
- 2024: Juliette im Frühling (Juliette au printemps)

## Auszeichnung (Auswahl)
César
- 1994: nominiert als bester Nebendarsteller für Cuisine et dépendances
- 1997: Bester Nebendarsteller für Typisch Familie!
- 1998: nominiert als bester Nebendarsteller für Marius und Jeannette – Eine Liebe in Marseille
- 1999: nominiert als bester Hauptdarsteller für Le poulpe
- 2008: nominiert als bester Hauptdarsteller für Dialog mit meinem Gärtner